# Edelsbach bei Feldbach
Edelsbach bei Feldbach is een gemeente met 1.346 inwoners (2023) in de Oostenrijkse deelstaat Stiermarken, gelegen in het district Südoststeiermark. Tot 2013 behoorde ze tot het district Feldbach.

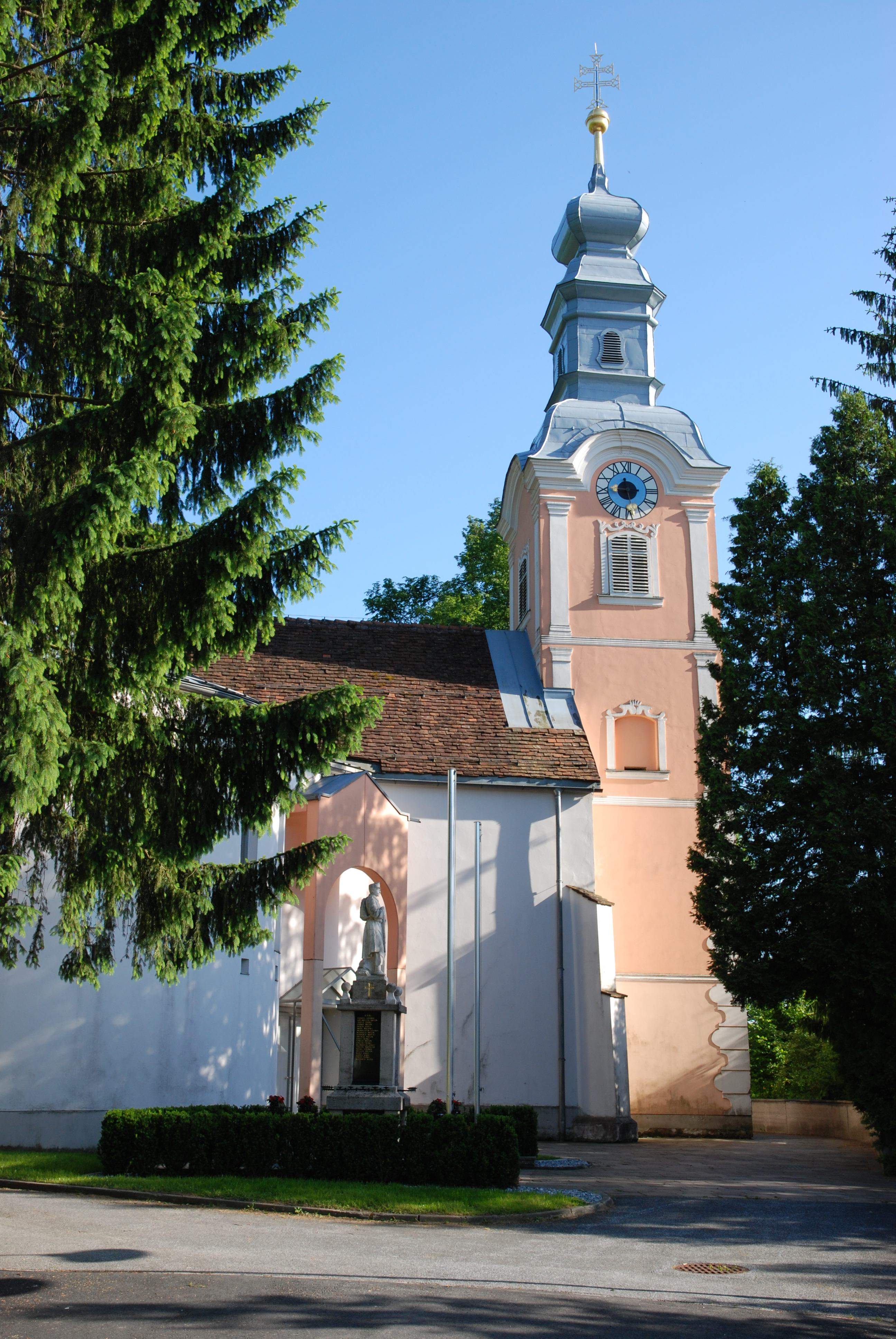
De Pfarrkirche hl. Jakobus der Ältere

Bad Gleichenberg · Bad Radkersburg · Deutsch Goritz · Edelsbach bei Feldbach · Eichkögl · Fehring · Feldbach · Gnas · Halbenrain · Jagerberg · Kapfenstein · Kirchbach-Zerlach · Kirchberg an der Raab · Klöch · Mettersdorf am Saßbach · Mureck · Paldau · Pirching am Traubenberg · Riegersburg · Sankt Anna am Aigen · Sankt Peter am Ottersbach · Sankt Stefan im Rosental · Straden · Tieschen · Unterlamm
- Gemeinsame Normdatei: 7743678-7
- Virtual International Authority File: 244357927